# Pundamilia
Pundamilia és un gènere de peixos pertanyent a la família dels cíclids.

## Taxonomia
- Pundamilia azurea (Seehausen & Lippitsch, 1998)[3]
- Pundamilia igneopinnis (Seehausen & Lippitsch, 1998)[3]
- Pundamilia macrocephala (Seehausen & Bouton, 1998)[3]
- Pundamilia nyererei (Witte-Maas & Witte, 1985)[4]
- Pundamilia pundamilia (Seehausen & Bouton, 1998)[3][5][6][7][8][9]